# Luke Smith
Luke Smith (ur. 30 sierpnia 1990 w Dżakarcie) – australijski siatkarz, grający na pozycji przyjmującego, reprezentant Australii. 

## Sukcesy klubowe
Liga szwedzka:
- 2012

Liga fińska:
- 2017
- 2016

Liga portugalska:
- 2018[2]

Liga czeska:
- 2022[3]

## Sukcesy reprezentacyjne
Mistrzostwa Azji:
- 2019